# Biševo
Biševo (italienska: Busi), är en liten ö i den dalmatiska i skärgården i Kroatien. Ön, som har 19 invånare (2001), är mest känd för Blå grottan (Modra špilja) som är ett populärt utflyktsmål och som årligen besöks av många turister från hela världen. I Blå grottan kan de besökande turisterna se ett intressant naturfenomen. Arrangörerna låter turisterna åka in i den becksvarta grottan i små ekor. Mitt på dagen studsar solens strålar i havsbottnen och upp i grottan vilket färjar vattnet azurblått i grottan.  